# NGC 4770
NGC 4770 este o galaxie lenticulară situată în constelația Fecioara. A fost descoperită în 25 martie 1786 de către William Herschel. Se află la o distanță de 46,13 de megaparseci de Pământ.